# Stravinsky (planetka)
(4382) Stravinsky je asteroid vnitřního hlavního pásu nacházející se mezi drahami planet Mars a Jupiter, který objevil Freimut Börngen 29. listopadu 1989 na observatoři Karla Schwarzschilda v německém Tautenburgu. Název získal po ruském hudebním skladateli 20. století Igoru Fjodoroviči Stravinském.

## Orbita a fyzické vlastnosti
Asteroid Stravinsky je řazen mezi kamenné asteroidy spektrálního typu S, podle klasifikace SMASSII typu Sa, který oběhne Slunce ve vzdálenosti od 2,049644 do 3,035119 au jednou za 1 480,674 dny (přes čtyři roky) při středním denním posunu o 0,2431° za den. Jeho oběžná dráha má excentricitu přibližně 0,1938096 a inklinaci 6,2414485° vůči ekliptice. Průměr asteroidu je mezi 8,746 a 9,410 km při albedu 0,2426 až 0,284, rotační perioda asteroidu je přibližně 12,19702 hodin.

## Pozorování asteroidu
K prvnímu zaznamenanému pozorování asteroidu došlo o jednadvacet let dříve, než byl oficiálně objeven Freimutem Börngenem, na Krymské observatoři 28. srpna 1968. Ze stejné observatoře byl pozorovaný i o jedenáct let později, 30. dubna 1979, v roce 1980 byl zaznamenaný observatořemi na Krymu a v Perthu. V roce 1982 byl zpozorovaný Observatoří Palomar a v roce 1986 Lowellovou observatoří. To vedlo k řadě předběžných označení asteroidu jako 1968 QK1, 1979 HG4, 1980 PR2, 1980 RC4 a 1986 AC1. Od svého prvního pozorování byl zaznamenaný více než 8,7 tisíc krát z 31 pozic, v rámci projektu KLENOT byl osmkrát pozorován i z observatoře v Kleti 20. dubna 2003.